# Калюжний Іван Васильович
Іван Калюжний (30 серпня 1858, Лебедин, Харківська губернія, Російська імперія — 15 листопада 1889, Карійська каторга, нині — Забайкальський край, Російська Федерація) — український революціонер у Російській імперії, член партії «Народна воля». Рідний брат Марії Калюжної.

## Життєпис
Народився в сім'ї купця другої гільдії. Після закінчення Сумської класичної гімназії, вступив до Харківського університету.
У 1878 заарештований за участь у студентських заворушеннях.
Висланий у Вологду. Університет не закінчив.
20 березня 1880 втік з місця заслання. Приєднався до партії «Народна Воля». Працював у організації «Червоний Хрест» партії «Народна Воля» разом з Ю. Богдановичем.
У період з 27 вересня 1881 по 23 березня 1882, проживав з Надією Смирницькою в Москві у Прогонному провулку, в будинку Волкової, де було організовано нелегальне паспортне бюро «Народної Волі».
23 березня 1882 заарештований на квартирі зі Смирницькою.
Судився судом Особливої Присутності Урядового Сенату з 28 березня по 5 квітня 1883 на процесі 17-ти народовольців. Визнаний винним і засуджений до 16 років каторжних робіт. Термін каторжних робіт відбував на Карійській каторзі.
У зв'язку з тілесним покаранням Надії Сигиди, протестуючи проти фізичних мір покарання політичних в'язнів, вжив у числі 16 ув'язнених чоловічої в'язниці отруту. Помер 15 листопада 1889.

## Дружина
- Надія Смирницька